# Samjin Company English Class
Samjin Company English Class (en hangul 삼진 그룹 영어 토익 반; RR: Samjingeurup Yeongeotoikban) es una película surcoreana escrita y dirigida por Lee Jong-pil, y protagonizada por Go Ah-sung, Esom y Park Hye-su. Se estrenó el 21 de octubre de 2020.

## Sinopsis
En 1995, tres empleadas de Samjin Company, a quienes se les da la oportunidad de ascender si obtienen al menos 600 puntos en el examen TOEIC, se inscriben en clases de inglés. Lee Ja-young del departamento de gestión de producción, Jung Yu-na del departamento de marketing y Shim Bo-ram del departamento de contabilidad se habían incorporado a la empresa nada más terminar la escuela secundaria y siguen siendo empleadas de bajo nivel a pesar de llevar en ella ocho años y de poseer los «conocimientos de la calle» necesarios y prácticos. Un día, Ja-young nota una fuga de aguas residuales contaminadas de una fábrica a la que la habían enviado. Siendo una amante de las novelas de misterio, decide investigar y Yu-na y Bo-ram se unen a su búsqueda para averiguar en qué actividades ilegales podría estar involucrada su empresa. Al ver a la gente del lugar enfermar por el fenol y no recibir ni siquiera una compensación justa, toman una gran decisión que podría cambiar su vida para siempre. El desafío para ellas es encontrar y exponer la verdad sin perder sus trabajos.

## Reparto
- Go Ah-sung como Lee Ja-young.[6]
- Esom como Jung Yoo-na.[6]
- Park Hye-su como Shim Bo-ram.[6]
- Cho Hyun-chul como Choi Dong-soo.
- Kim Jong-soo como Bong Hyun-chul.
- Kim Won-hae como Ahn Gi-chang.
- Bae Hae-sun como Ban Eun-kyung.
- David Lee McInnis como Billy Park.
- Baek Hyun-jin como Oh Tae-young.
- Lee Sung-wook como Hong Soo-chul.
- Choi Soo-im como Jo Min-jung.
- Lee Joo-young como Song So-ra.
- Tyler Rasch como profesor de inglés.
- Susanna Noh como mujer embarazada.
- Yoo Soon-woong como jefe de aldea.
- Park Sung-il como periodista.
- Jung Yi-seo como una empleada de la oficina de auditoría.
- Kim Jong-soo como Bong Hyun-chul.[7]
- Shim Dal-gi.[8]
- Han Jae-yi como la secretaria del director.
- Kim Tae-hoon como fiscal (aparición especial).
- Lee Bong-ryun como la señora Kim (aparición especial).[9]

## Producción y estreno
El rodaje comenzó a fines de octubre de 2019.
La película se estrenó en sala el 21 de octubre de 2020. Fue invitada al 20º Festival de Cine Asiático de Nueva York (NYAFF). Apareció en la sección Standouts y se proyectó en el Lincoln Center y el SVA Theatre durante el festival, que se llevó a cabo del 6 al 22 de agosto de 2021 en dicha ciudad.

## Recepción

### Taquilla
La película encabezó la taquilla surcoreana en los seis primeros días de exhibición. También ocupó el primer lugar en los servicios de VBD o televisión a la carta al mismo tiempo que se proyectaba en los cines. En total, se proyectó en 1 615 salas para 1 571 924 espectadores, que dejaron una taquilla del equivalente a 11 783 813 dólares estadounidenses.

### Crítica
William Schwatrz (HanCinema) señala que la principal objeción que se puede hacer a la película es sobre su mensaje político, que tilda de «irracionalmente optimista» al minimizar problemas muy importantes y reales como el del sexismo en el lugar de trabajo o el de la corrupción y las malas prácticas en las grandes corporaciones empresariales. Escribe Scwartz que «la razón principal para ver Samjin Company English Class no es la historia o la lección de historia. Es ver a las protagonistas con un elegante guardarropa de los noventa, luciendo alegres, geniales y nerds de una manera distinta». Y concluye su crítica afirmando que «el estilo en Samjin Company English Class es magnífico. La sustancia, no tanto».
Jung Ji-eun (KBS Media) escribe que «Samjin Group English TOEIC Class es una película con mucho que ver. Destacan también las apasionadas interpretaciones de las actrices Go Ah-seong, Esom y Park Hye-soo, que han interpretado a personajes femeninos independientes en trabajos anteriores, pero el conjunto que reproduce a la perfección la década de los noventa y la apariencia externa de personajes femeninos provoca nostalgia». También hace referencia Jung a la difícil posición de las mujeres surcoreanas en el ámbito laboral, notando que no es muy diferente en la actualidad.
Según Seo Gok-suk (Le Monde diplomatique), la película «revela el autorretrato de la caída del gobierno civil y la corrupción de las grandes corporaciones en 1995. Si bien la riqueza de las grandes corporaciones solo alimenta a la clase privilegiada, ridiculiza la realidad de que la mala gestión de las grandes corporaciones es responsabilidad del pueblo».

## Premios y nominaciones
| Año  | Premio                                         | Categoría                       | Candidato                    | Resultado | Ref.          |
| ---- | ---------------------------------------------- | ------------------------------- | ---------------------------- | --------- | ------------- |
| 2020 | Women in Film Korea Festival                   | Premio técnico                  | Bae Jung-yoon                | Ganador   |               |
| 2021 | 41st Blue Dragon Film Awards                   | Mejor actriz de reparto         | Park Hye-su                  | Nominada  | [ 16 ] [ 17 ] |
| 2021 | 41st Blue Dragon Film Awards                   | Mejor actriz de reparto         | Esom                         | Ganadora  | [ 16 ] [ 17 ] |
| 2021 | 41st Blue Dragon Film Awards                   | Mejor dirección artística       | Bae Jung-yoon                | Ganadora  | [ 16 ] [ 17 ] |
| 2021 | 41st Blue Dragon Film Awards                   | Mejor música                    | Dalpalan                     | Ganadora  | [ 16 ] [ 17 ] |
| 2021 | 41st Blue Dragon Film Awards                   | Premio técnico                  | Yoon Jeong-hee (vestuario)   | Nominada  | [ 16 ] [ 17 ] |
| 2021 | 57th Baeksang Arts Awards                      | Mejor película                  | Samjin Company English Class | Ganadora  | [ 18 ]        |
| 2021 | 57th Baeksang Arts Awards                      | Mejor director                  | Lee Jong-pil                 | Nominado  | [ 19 ]        |
| 2021 | 57th Baeksang Arts Awards                      | Mejor guion                     | Lee Jong-pil                 | Nominado  | [ 19 ]        |
| 2021 | 57th Baeksang Arts Awards                      | Mejor actriz                    | Go Ah-sung                   | Nominada  | [ 19 ]        |
| 2021 | 57th Baeksang Arts Awards                      | Mejor actriz de reparto         | Esom                         | Nominada  | [ 19 ]        |
| 2021 | 26th Chunsa Film Art Awards                    | Mejor director                  | Lee Jong-pil                 | Nominado  | [ 20 ]        |
| 2021 | 26th Chunsa Film Art Awards                    | Mejor guion                     | Lee Jong-pil                 | Ganador   | [ 20 ]        |
| 2021 | 26th Chunsa Film Art Awards                    | Mejor actriz                    | Go Ah-sung                   | Nominada  | [ 20 ]        |
| 2021 | 26th Chunsa Film Art Awards                    | Mejor actriz de reparto         | Esom                         | Nominada  | [ 20 ]        |
| 2021 | 30th Buil Film Awards                          | Mejor actriz                    | Go Ah-sung                   | Nominada  | [ 21 ] [ 22 ] |
| 2021 | 30th Buil Film Awards                          | Mejor actriz de reparto         | Esom                         | Nominada  | [ 21 ] [ 22 ] |
| 2021 | 30th Buil Film Awards                          | Estrella Popular                | Esom                         | Ganadora  | [ 23 ]        |
| 2021 | 30th Buil Film Awards                          | Mejor guion                     | Lee Jong-pil                 | Nominado  | [ 22 ]        |
| 2021 | 30th Buil Film Awards                          | Mejor música                    | Dalpalan                     | Nominado  | [ 22 ]        |
| 2021 | 30th Buil Film Awards                          | Mejor trabajo artístico/técnico | Bae Jung-yoon                | Nominado  | [ 22 ]        |
| 2021 | 41st Korean Association of Film Critics Awards | Premio 10 Films                 | Samjin Company English Class | Ganadora  | [ 24 ]        |